# Laura Jane Grace
Pour les articles homonymes, voir Jane et Grace.
Laura Jane Grace, née le 8 novembre 1980, est une musicienne transgenre américaine, originaire de Gainesville en Floride. Elle est connue comme la compositrice, chanteuse et guitariste du groupe de punk rock Against Me!.

## Biographie et vie privée

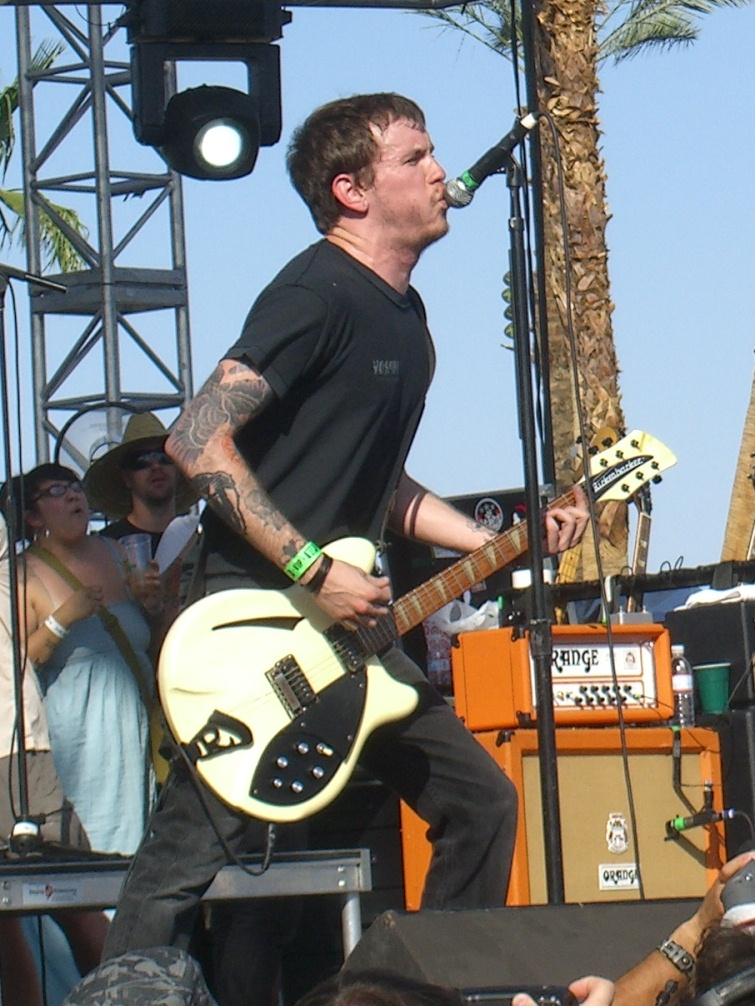
Against Me!

Laura Grace fonde le groupe Against Me! en 1997, en tant que projet solo, avant que le groupe ne se complète au début des années 2000.
Avant sa transition, elle épouse l'artiste Heather Hannoura en 2007. Leur fille naît le 30 octobre 2008. Le couple se sépare en 2014.
En 2008, Laura Grace sort un EP, Heart Burns. En 2011, elle fonde le studio d'enregistrement Total Treble, ainsi qu'un label, Total Treble Music.
Après avoir publiquement annoncé sa transition en 2012, Laura Grace publie en 2016 ses mémoires : Tranny: Confessions of Punk Rock’s Most Infamous Anarchist Sellout,,.
En juin 2016, le public apprend sa liaison sentimentale avec la chanteuse québécoise Cœur de pirate. Le 24 août 2016, Cœur de pirate annonce auprès de ses fans sa rupture par ces mots : « Jamais plus. Bon, les médias vont pouvoir arrêter d'en parler, je suis seule à nouveau ».

## Discographie

### AvecAgainst Me!
- 2002 : Reinventing Axl Rose (No Idea Records)
- 2003 : As the Eternal Cowboy (Fat Wreck Chords)
- 2005 : Searching for a Former Clarity (Fat Wreck Chords)
- 2007 : New Wave (Sire Records)
- 2010 : White Crosses (Sire Records)
- 2014 : Transgender Dysphoria Blues
- 2016 : Shape Shift With Me

### En solo
- 2008 : Heart Burns (Ep)
- 2018 : Bought to Rot (avec The Devouring Mothers)
- 2020 : Stay Alive
- 2021 : At War with the Silverfish (Ep)
- 2024 : Hole in My Head

## Récompenses
- 2014 : The Advocate, liste « 40 under 40 » (40 personnalités LGBT+ de moins de 40 ans)[9]
- 2014 : OUT, liste « OUT 100 »[10]
- 2015 : nomination dans la catégorie News & Documentary (en) aux Emmy Awards
- 2017 : Alternative Press Music Awards, Icon Award[11]